# Parlamentswahl in Albanien 1991
- NVK: 1
- PP: 169
- PD: 75
- Omonia: 5

Am 31. März 1991 fanden Wahlen für die verfassungsgebende Versammlung in Albanien statt. Am 7. und 14. April 1991 kam es zu Nachwahlen. Dies waren die ersten pluralistischen Wahlen seit Beginn des Zweiten Weltkriegs und nach dem Ende des kommunistischen Einparteiensystems. Es wurden letztmals die Mitglieder des Kuvendi Popullor gewählt.
Gewinner der Wahl war die regierende Partei der Arbeit, die 169 der 250 Sitze für sich entscheiden konnte. Die Wahlbeteiligung wurde mit 96,8 % angegeben.

## Hintergrund
Das Ende der kommunistischen Systeme und der Fall der Mauer im Jahr 1989 setzten auch die kommunistische Führung Albaniens immer mehr unter Druck. Im Sommer 1990 flüchteten Tausende Albaner in westliche Botschaften. Im November jenes Jahres wurde deshalb eine Verfassungskommission einberufen.

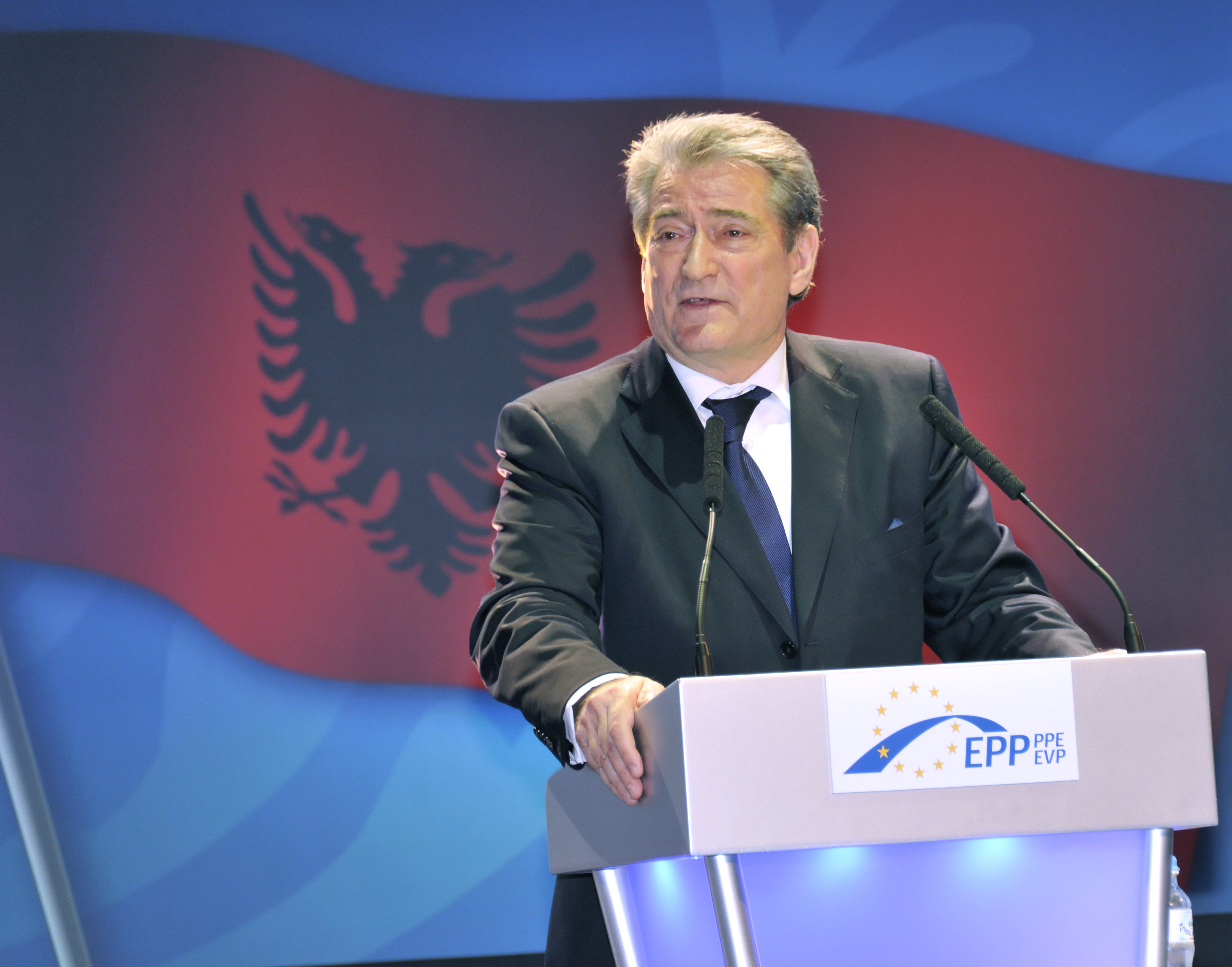
Sali Berisha (hier eine Aufnahme von 2009) als Mitbegründer der Demokratischen Partei war Führer der Opposition im Wahlkampf

Nach Protesten und Streiks von Studenten der Universität Tirana und angesichts der schwierigen wirtschaftlichen Probleme erlaubte das kommunistische Regime Albaniens am 11. Dezember 1990 die Bildung von politischen Parteien nebst der Partei der Arbeit. Die Studenten hatten sich vor allem über die schlechten Zustände in den Studentenheimen beklagt, aber auch politische Reformen gefordert. Im November und Dezember 1990 wurden deshalb neue Wahlgesetze verabschiedet. Am 12. Dezember 1990 wurde von einer Gruppe von Studenten und Intellektuellen – darunter Azem Hajdari, Sali Berisha, Gramoz Pashko, Neritan Ceka, Arben Imami und Aleksandër Meksi – die Demokratische Partei gegründet, die erste unabhängige Partei des Landes.
Die ursprünglich auf den 10. Februar angesetzten, regulär anstehenden Neuwahlen des Parlaments wurden verschoben, weil sich die oppositionellen Parteien, die soeben erst neu gegründet worden waren, über mangelnde Vorbereitungszeit beklagt hatten.
Die Zeit vor der Wahl war seit Dezember von gewaltsamen Protesten in manchen Städten geprägt. Am 20. Februar 1991 stürzten Demonstranten die Statue Enver Hoxhas, die auf dem Skanderbeg-Platz in Tirana gestanden hatte. Am 22. Februar wurde eine neue Regierung unter Fatos Nano gebildet, wodurch Reformbereitschaft innerhalb der Partei der Arbeit signalisiert werden sollte. Anfang März flüchteten Tausende auf Schiffen über die Adria nach Italien, während schon seit Monaten laufend Leute durch die Berge nach Griechenland geflüchtet waren.

## Wahlkampf
Die Wahlen fanden in einer angespannten Stimmung statt, die durch wirtschaftlichen Umbruch und soziale Instabilität geprägt waren. Die dominierenden Themen waren unter anderem die kränkelnde Wirtschaft, Versorgungsengpässe bei der Nahrung und Mangel an Wohnraum.

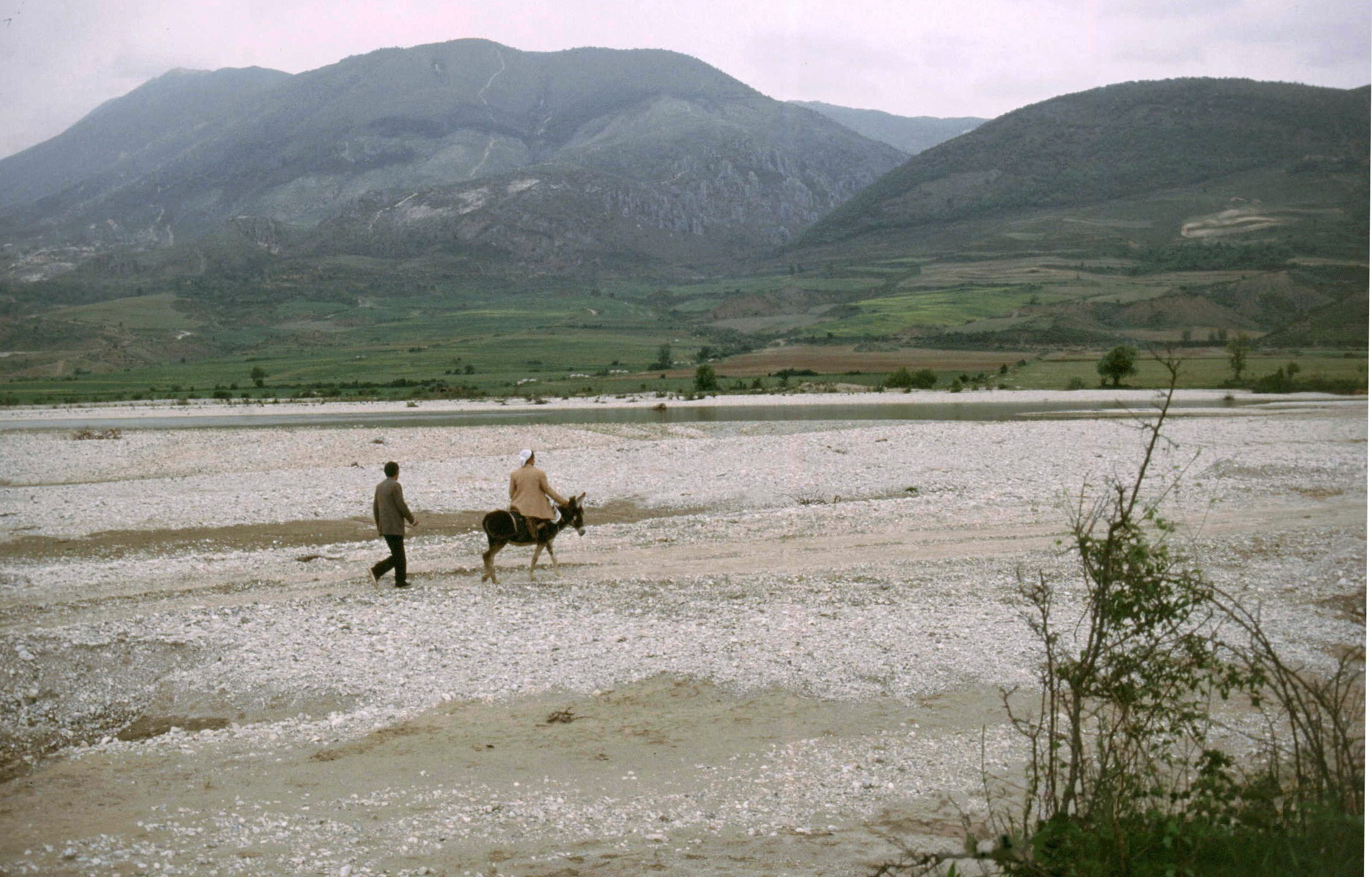
Ländliche Region in Albanien im Jahr 1991

Die regierende Partei der Arbeit war im Wahlkampf deutlich bevorteilt. So kontrollierte sie die meisten Medien oder konnte diese zumindest beeinflussen und verfügte über weit größere Ressourcen als die im Aufbau begriffene Opposition. Die in den Städten verwurzelte Demokratische Partei wie auch andere anti-kommunistische Parteien hatten auch nur beschränkte Möglichkeiten, das Volk auf dem Land zu erreichen. Die Landbevölkerung befürchtete zudem, dass die Böden privatisiert und an die Besitzer aus Vorkriegszeit übertragen würden; ein Szenario, das von der Regierungspartei hoch gewichtet wurde, wenn sie sich an die Wähler auf dem Lande wandte. Die Partei der Arbeit und ihre angeschlossenen Massenorganisationen wie die Demokratische Front versprachen im Wahlkampf, das Land vom Abrutschen ins Chaos zu bewahren, Wachstum innerhalb einer regulierten Marktwirtschaft herbeizuführen, den politischen Pluralismus zu fördern und die europäische Integration voranzutreiben. Die Demokratische Partei versprach bessere Lebensbedingungen durch eine Mitgliedschaft in der Europäischen Gemeinschaft, enge Bündnisse mit den USA und anderen westlichen Staaten, Gastarbeiter-Jobs in Fabriken in Italien und Deutschland sowie schnell Schritte zur Einführung einer freien Marktwirtschaft.
Die Demokratische Partei erhielt von anderen konservativen Parteien aus Europa materielle Unterstützung. Auch die USA unterstützten die neue Partei deutlich, was die regierende Partei der Arbeit zu ihrem Vorteil kritisierte. Gramoz Pashko wurde nach einer USA-Reise Mitte März zitiert, dass seine Partei einen Blankoscheck von der amerikanischen Regierung erhalten würde, wenn sie an die Macht käme. Dies würde dann zur Aufnahme in Organisationen wie dem Internationalen Währungsfonds und der Weltbank führen sowie Nahrungsmittel und andere Hilfe bedeuten.

„David Swartz, Leiter der US-Delegation, die die amerikanische Botschaft in Tirana wiedereröffnen sollte, sagte, dass die USA Albanien mit dringend benötigter Nothilfe unterstützten würde, aber dass Wirtschaftshilfe nur bezahlt würde, wenn die demokratischen Kräfte an die Macht kommen würden.“

Die Stiftung National Endowment for Democracy gab der regimekritischen Arbeiterbewegung rund US$ 103.000, damit sie die Demokratische Partei mit Aktivitäten wie angeblichen Schulungs- und politischen Bildungsprogramme unterstützen konnte.
An den Wahlen kämpften über 1000 Kandidaten von elf Parteien und politischen Bewegungen, darunter auch eine große Zahl unabhängiger Kandidaten, um die 250 Parlamentssitze. Die Demokratische Partei hatte als einzige oppositionelle Vertreterin in allen 250 Wahlkreisen einen Kandidaten aufgestellt.

## Resultate
Obwohl die Partei der Arbeit die Wahlen für sich entscheiden konnten, siegte die Demokratische Partei in den städtischen Gebieten. Gjirokastra war eine der wenigen großen Städte, wo die Partei der Arbeit siegen konnte. Diverse prominente kommunistische Politiker wurden in ihren städtischen Wahlkreisen nicht wiedergewählt.
19 Sitze mussten in Nachwahlen bestimmt werden.
| Partei                                          | Stimmen   | %    | Sitze |
| ----------------------------------------------- | --------- | ---- | ----- |
| Partei der Arbeit                               | 1.046.120 | 56,2 | 169   |
| Demokratische Partei                            | 720.948   | 38,7 | 75    |
| Demokratische Union der griechischen Minderheit | 13.538    | 0,7  | 5     |
| Nationales Veteranenkomitee                     | 5.241     | 0,3  | 1     |
| andere Parteien                                 | 75.185    | 4,0  | –     |
| Ungültige/leere Stimmen                         | 88.484    | –    | –     |
| Total                                           | 1.949.516 | 100  | 250   |
| Quelle: Nohlen & Stöver                         |           |      |       |

## Beurteilung
Seit Beginn des Wahlkampfs beklagten Führer der Demokratischen Partei gegenüber internationalen Beobachtern, dass die Wahlen weder frei noch fair sein würden. Nach dem Wahlgang erhoben sie den Vorwurf, dass die Wahlen in einem „Angstklima“ stattgefunden hätten. Internationale Beobachter beurteilten die Wahlen hingegen allgemein als fair, Betrug und Manipulation seien minimal gewesen, ungeachtet dessen, dass die Partei der Arbeit wesentliche Vorteile genossen habe.

## Auswirkungen
Nach Bekanntwerden der Resultate kam es in mehreren Städten zu Ausschreitungen. In Shkodra wurden vier Demonstranten von der Polizei erschossen.
Die neue Volksvertretung versammelte sich am 10. April erstmals, aber ohne die Mitglieder der Demokratischen Partei, die aus Protest gegenüber der unzureichenden Untersuchung der Ereignisse in Shkodra dem Parlament vorerst fernblieb. Am 29. April verabschiedete das Parlament inklusive Abgeordnete der Demokraten ein Verfassungsgesetz, eine vorläufige Regelung der Staatsorganisation, die die alte Verfassung von 1976 ablöste. Ein ersterer, umfassenderer Verfassungsentwurf war von der Opposition abgelehnt worden. Das Verfassungsgesetz statuierte die heutige Republik Albanien, zu der das neu eingeführte Amt des Präsidenten gehört. Als Präsident wurde am folgenden Tag Ramiz Alia gewählt, der hierfür als Erster Sekretär der Partei der Arbeit zurücktrat. Am 12. Juni 1991 formierte sich die Partei der Arbeit in die Sozialistische Partei um.
Am 4. Juni 1991 musste die kommunistische Regierung von Fatos Nano nach einem Generalstreik zurücktreten. Es wurde eine Regierung der nationalen Einheit unter Ylli Bufi gebildet, der sechs Monate später an Vilson Ahmeti übergab. Am 22. März 1992 kam es zu vorgezogenen Neuwahlen.
Seit den Wahlen von 1991 wird die Politik Albaniens von zwei großen Parteien, den Demokraten und den Sozialisten respektive ihren Vorgängern dominiert.